# 공자 교사
공자 교사(公子 郊師 또는 校師
, ? ~ ?)는 전국 시대 제나라의 왕족으로, 성은 규(嬀), 씨는 전(田)이다. 위왕과 위희(衛姬)의 아들이자, 선왕과 정곽군(靖郭君) 전영의 서제(庶弟)이다.

## 행적
선왕이 태자였을 때, 전영이 신임하던 식객 제모변(齊貌辨 또는 劑貌辨)이 전영에게 말하였다.
| “ | 태자의 관상을 보니 어진 상이 못 됩니다. 턱이 너무 크고 돼지 눈처럼 보입니다. 이런 얼굴은 신의를 배반합니다. 태자를 폐하고 다시 위희(衛姬)의 어린 아들 교사를 태자로 세우는 것만 못합니다. | ” |

그러자 전영은 소리 없이 울면서 말하였다.
| “ | 그것은 아니 되오. 나는 차마 그렇게는 할 수 없소. | ” |